# Cantón de Cruseilles
El cantón de Cruseilles era una división administrativa francesa que estaba situada en el departamento de Alta Saboya y la región de Ródano-Alpes.
En aplicación del decreto nº 2014-153 de 13 de febrero de 2014, el cantón de Cruseilles fue suprimido el 1 de abril de 2015 y sus once comunas pasaron a formar parte del nuevo cantón de La Roche-sur-Foron.

## Composición
El cantón estaba formado por once comunas:
- Allonzier-la-Caille
- Andilly
- Cercier
- Cernex
- Copponex
- Cruseilles
- Le Sappey
- Menthonnex-en-Bornes
- Saint-Blaise
- Villy-le-Bouveret
- Vovray-en-Bornes